# 双核浏览器
双核浏览器是指同时使用两个浏览器核心（通常是Trident和Webkit）的浏览器，其设计目的在于能正确显示IE Only网页的同时提升浏览速度和安全性。由于当时中国大陆大量网上银行仅支持低版本IE浏览器，而低版本IE浏览器因为速度慢、对网页标准的支持差等原因饱受诟病，于是各厂商陆续推出了双核浏览器。

## 起源
双核浏览器最早源于Mozilla Firefox的插件IE Tab，用于在Firefox的标签中调用IE打开网页。在IE Tab不再更新之后，又有IE Tab2、IE Tab Plus等插件诞生，并且逐步完善了Cookie同步之类的功能。直到Chrome诞生使其内核的速度广为人知，各大厂商才开始推出并大力宣传双核浏览器。

## 主要双核浏览器
目前主要双核浏览器有：
- 360安全浏览器
- 360浏览器极速版
- 猎豹浏览器
- 搜狗浏览器
- QQ浏览器
- 傲游浏览器
- 百度浏览器
- UC浏览器
- 世界之窗浏览器极速版
- 太阳花浏览器
- 枫树浏览器
- 快快浏览器
- 彗星浏览器

其中世界之窗极速版（基于Chromium 14，已被北京奇虎科技有限公司收购，目前已更名为360极速浏览器）、太阳花浏览器（基于Chromium 9，已停止更新）、枫树浏览器（基于Chromium 12）、快快浏览器（基于Chromium 14）均基于谷歌浏览器（Chrome）的开源项目Chromium，可以使用谷歌浏览器扩展库以丰富功能。